# Joël Vanhoebrouck
Joël Vanhoebrouck, né à Vilvorde le 10 juin 1974, est un réalisateur belge.

## Biographie
En 1997, ses études de réalisateur à la RITS (Haute École néerlandophone des arts audiovisuelles et de mise en scène) à Bruxelles se traduisent par la production et la réalisation d'un court-métrage de fin d'études dénommé Tunnel, suivi de plusieurs participations aux productions de courts et de longs métrages flamands et francophones.
En 2003, il réalise son premier court métrage bilingue Joséphine, récompensé par le Prix du jury pour le meilleur film flamand de fiction lors du Festival international du court métrage de Louvain (nl) en 2003. Le jeu d'acteurs comme Yolande Moreau, Bouli Lanners, Sara De Roo et Nand Buyl a marqué le jury.

## Carrière cinématographique
En tant qu'assistant réalisateur il participe à plusieurs productions belges :
- Belhorizon d'Ines Rabadan (France)
- Ultranova de Bouli Lanners
- Les Portes de la gloire de Christian Merret-Palmair
- Madame Édouard de Nadine Monfils
- Un honnête commerçant de Philippe Blasband
- Firmin de Dominique Deruddere
- Buitenspel (nl) de Jan Verheyen
- Any Way The Wind Blows de Tom Barman - dEUS
- Falling (Vallen) de Hans Herbots

En tant qu'acteur, il assure un petit rôle de directeur de plateau dans Zot van A., un film réalisé par Jan Verheyen, réalisateur de plusieurs longs métrages flamands.

## Séries télévisées flamandes
Depuis 2008 il a réalisé plusieurs épisodes de séries télévisées flamandes telles que :
- Vermist : saisons 1 et 2, plus connue en France sous Urgence disparitions, et vendue dans plus de quarante pays ;
- Code 37 : il réalise plusieurs épisodes.
- Double Vie (nl) : série de treize épisodes, entièrement réalisée par lui-même et récompensée par le prix de la meilleure série dramatique en 2011 aux Vlaamse Televisie Sterren[3].
- Eigen Kweek (nl) : série de six épisodes, entièrement réalisée par lui-même, est également récompensée par le prix de la meilleure série dramatique en 2014 aux Vlaamse Televisie Sterren[3]. La réalisation de la nouvelle série télévisée Eigen kweek (nl) pour la VRT s'est faite entre mai et juillet 2013 dans le Heuvelland au Nord-Ouest d'Armentières. Cette série en six épisodes, diffusée depuis mardi 5 novembre 2013 sur la chaîne publique flamande Één, réussi à attirer un nombre record de spectateurs pour une soirée de prime-time le mardi. Les données de son audimat se lisent sur Eigen kweek (nl). Les acteurs et actrices, Dirk Van Dijck, Sien Eggers (nl), Wim Willaert, Sebastien Dewaele (nl), Thomas Ryckewaert (nl), Rhoda Montemayor (nl), Maaike Cafmeyer (nl), Rudi Delhem (nl) et Theodosia Tadiar racontent, avec beaucoup de couleurs locales, l'histoire d'une famille flandrienne de cultivateurs de pommes de terre, qui, par désarroi financier, se mettent à la culture du cannabis. Eigen Kweek saison 2 est produite en 2015.
- Vossenstreken : il réalise six épisodes de cette nouvelle série, diffusée sur VTM au début de 2015[Quand ?]. Cette série policière, une production de BlazHoffski et A Private View, est une série de recherches policières pétillantes avec l'énergie de — cheveux grisonnants —. Les rôles principaux sont assurés par Barbara Sarafian (Sara Roose), Vic De Wachter (Ludo), Jappe Claes (Max) et Karel Vingerhoets (Stan). Evelien Bosmans, Flor Decleir et Mathijs F. Scheepers complètent le casting.
- Bunker (nl) : il réalise fin 2014 quelques épisodes de cette autre série télévisée, diffusée fin 2015. Elle raconte quelques faits et activités de la Sécurité d'État belge.
- Eigen Kweek (nl) : il réalise également les saisons 2 (2015-2016) et 3 (2016-2017). Les histoires sont entièrement nouvelles, avec les mêmes acteurs, sans être une suite de la saison 1.
- De Infiltrant : sur base du livre Alpha 20 de Kris Daels, l'histoire concerne une infiltration policière dans une organisation de trafic de drogue entre le Maroc, via Malaga, Biarritz et Anvers, en tant qu'ami du transporteur Flamand. Les prises de vue ont eu lieu à Malaga, Biarritz et en Belgique début 2017. Programmé à la télévision en 2018.
- Black-out : quand le sabotage d'un centrale nucléaire entraine un panne générale d'électricité en Belgique, et que la fille de la Première Ministre est prise en otage, la cellule anti-terroriste belge se met en action. Le message est clair : allumez la lumière et votre fille meurt. Programmé à la télévision VRT Een fin 2020.
- Undercover (saison 3). L'ex-agent Bob Lemmens est appelé par Patrick Diericks afin d'infiltrer une autre filière du milieu de la drogue en tant qu'indic civil. Ferry Bouman sort libre de la prison et découvre un milieu de la drogue qui fonctionne avec de nouvelles règles de jeu. Il ambitionne de retrouver rapidement sa place en haut de la chaîne dans la distribution de l'extc. La série est transmise en direct sur Eén en Belgique, et dès le 10 janvier 2022 mondialement sur Netflix.

## Long métrage
En 2012 il réalise Brasserie romantique (Brasserie Romantiek), son premier long métrage, qui relate une soirée de Saint-Valentin dans un restaurant renommé où plusieurs couples vous entraînent dans leurs histoires.
Brasserie Romantiek attire 100 000 spectateurs en Belgique entre décembre 2012 et février 2013. Grâce à son prix du Jury remporté au festival de Troïa 2013, le film est projeté en salle en 2014 au Brésil, en Pologne, en Turquie, en Russie et, en 2015, en France et en Allemagne.